# Berkut
Berkút (znanstveno ime Aquila chrysaetos daphanea) je evrazijska podvrsta planinskega orla.
Berkut izhaja iz Kirgizije, kjer so ga nomadi uporabljali za lov na volkove. Čeprav je ptič težak le med 10–12 kg, ima v krempljih stiskalno moč skoraj ene tone; udarec s perutjo lahko zlomi človeško roko. Berkut z vso silo napade volkov vrat in istočasno s kljunom volkovo glavo; lahko tudi zagrabi volkove nosnice in ga zaduši. Po navadi pa berkut le zadrži volka toliko časa, dokler ne pridejo lovski psi in lovec.